# Célestine Moutet-Cholé
Célestine Moutet-Cholé, née le 16 février 1843 à Lunéville et morte le 8 mars 1930 à Paris, est une artiste peintre et graveuse française.

## Biographie
Célestine Cholé est la fille de Jean François Joseph Cholé, menuisier, et de Marie Appoline Claudon.
Élève à l'École impériale de dessin, elle étudie auprès d'Eugène Bléry, Léon Gaucherel, Joseph Caraud, Jules Lefebvre, Benjamin-Constant et Jean-Paul Laurens.
Elle épouse en 1872 Paul Moutet. De leur union nait en 1873 Pauline.
Elle meurt à son domicile de la Villa Saint-Jacques à l'âge de 87 ans.